# Бизи (Атлантски Пиринеји)
Бизи (фр. Buzy) насеље је и општина у југозападној Француској у региону Аквитанија, у департману Атлантски Пиринеји која припада префектури Олорон Сен Мари.
По подацима из 2011. године у општини је живело 943 становника, а густина насељености је износила 56,47 становника/km². Општина се простире на површини од 17 km². Налази се на средњој надморској висини од 426 метара (максималној 561 m, а минималној 296 m).

## Демографија
| 1962. | 1968. | 1975. | 1982. | 1990. | 1999. | 2011. |
| ----- | ----- | ----- | ----- | ----- | ----- | ----- |
| 899   | 838   | 840   | 940   | 951   | 880   | 943   |

График промене броја становника у току последњих година